# Jonathan Wheatley
Jonathan Wheatley (Beaconsfield, 7 de maio de 1967) é um mecânico britânico de Fórmula 1 e gerente de equipe que atualmente ocupa o cargo de chefe da equipe de Fórmula 1 da Kick Sauber. Anteriormente, ele exerceu a função de diretor esportivo da equipe Red Bull Racing até o final da temporada de 2024.
Wheatley contribuiu para oito títulos do Campeonato Mundial de Construtores de Fórmula 1 entre 1995 e 2023: um como mecânico na Benetton (1995), um como mecânico chefe da Renault (2005), quatro como gerente de equipe na Red Bull (2010-2013) e dois como diretor esportivo da Red Bull (2022-2023).

## Carreira
Wheatley começou sua carreira no automobilismo na Benetton como mecânico júnior no início dos anos 1990. Ele subiu na hierarquia da equipe de Enstone (transformada na Renault F1 Team em 2002) para se tornar o mecânico chefe em 2001, permanecendo na Renault até 2006, quando partiu para a Red Bull Racing.
Durante seu tempo em Enstone, a equipe ganhou dois títulos do Campeonato Mundial de Construtores e 33 Grandes Prêmios.
O papel de Wheatley era garantir que a equipe estivesse operando dentro dos regulamentos esportivos da Federação Internacional de Automobilismo (FIA), monitorando as comunicações dentro da equipe nos eventos, e era o responsável pela equipe de pit stop da Red Bull que era amplamente considerado o melhor da Fórmula 1. Durante seu tempo em Milton Keynes, a Red Bull ganhou seis títulos do Campeonato Mundial de Construtores e 122 Grandes Prêmios.
Em 1 de agosto de 2024, a Red Bull anunciou a saída de Wheatley como diretor esportivo no final da temporada de 2024 para se juntar a equipe de Fórmula 1 da Audi como seu primeiro chefe de equipe, após ficar um período de licença. Ele assumiu seu novo cargo na Kick Sauber no começo de abril de 2025, após o início da temporada daquele ano e antes da campanha inaugural da equipe sob o nome Audi na temporada de 2026, com Wheatley ficando a frente da equipe de Fórmula 1 em eventos e se tornando o porta-voz oficial na mídia.